# Ventana de lanzamiento lunar
Se denominan ventanas de lanzamiento lunares o  ventanas lunares a los intervalos de tiempo que resultan más apropiados para iniciar un vuelo a la Luna.
En términos generales existen un momento óptimo cada día, un día óptimo cada mes lunar (28 días) y un mes óptimo cada período de 18,6 años.
La conveniencia de utilizar estas ventanas, no es otra que, efectuando el lanzamiento en dirección oeste-este, aprovechar el impulso rotatorio de la Tierra aumentando así la velocidad en 1600 km/h.
El tiempo que permanecen abiertas estas ventanas es de 10 minutos aproximadamente, traspasado el cual debe aplazarse el lanzamiento hasta el día siguiente.
Para conseguir un lanzamiento perfecto, además de tener en cuenta a las ventanas lunares, también es necesario contar con el factor de la distancia media Tierra-Luna, así como la fase lunar que presente la misma en el momento de llegar la nave a sus inmediaciones.